# Николь, Шарль Доминик
Аббат Шарль Домини́к Нико́ль (фр. Dominique Charles Nicolle; 4 августа 1758, Писси-Повиль (Приморская Сена) либо Новилль — 2 сентября 1835, Суази-су-Монморанси (Сена и Уаза)) — французский педагог, долгое время работавший в России, иезуит. Иезуитский пансион аббата Николя на рубеже XVIII и XIX веков был самым престижным средним учебным заведением Петербурга. Один из основателей Ришельевского лицея в Одессе.

## Ранние годы
Данные о жизни Николя до эмиграции разнятся. В краеведческих одесских источниках указывается, что он родился в городке Новилль в Нормандии, в 1782 году окончил иезуитский колледж в Париже, затем некоторое время преподавал в нём. С другой стороны, в авторитетной французской энциклопедии «La Grande Encyclopédie» содержится информация, что он родился в Писси-Повиль, образование получил в Руане, а затем в коллеже Сент-Барб в Париже, где стал профессором и инспектором и работал там до начала революции.
Так или иначе, после Великой Французской революции не принял гражданского устройства духовенства и в 1790 году покинул страну, первоначально став воспитателем сына французского посла графа Шуазеля-Гуфье в Константинополе и совершив с его семьёй путешествие по Италии и Греции. Когда в ноябре 1792 года графа обвинили в контрреволюционном заговоре, тот оставил свой пост посла и бежал в Санкт-Петербург. Аббат Николь последовал за ним и, пользуясь расположением двора, посвятил себя педагогической деятельности.

## Деятельность в Петербурге
На набережной Фонтанки, возле Юсуповского дворца, аббат организовал собственный пансион для мальчиков, который вскоре привлёк внимание наиболее богатых семей Российской империи, а заодно стал прибежищем для большого числа священников-эмигрантов из Франции. В 1794 г. Николь, никак не ожидавший такого успеха, писал к другу-аббату:

«Не странно ли, что проект, родившийся в аллеях Люксембургского сада, пронесённый по всей Европе, осуществился таки — и где! — в Петербурге!»
Поскольку годовая плата за обучение составляла сумму в 2000 рублей, которую никогда не запрашивали за свои услуги иностранцы-гувернёры, позволить себе обучение у аббата могли только отпрыски высшей аристократии. Состоятельные родители не скупились на расходы, ибо пансион давал возможность воспитанникам завязать дружеские связи с другими аристократами, а это рассматривалось как залог успешной карьеры. Языком общения в пансионе был французский. Противники галломании не одобряли успеха пансиона и называли его иезуитским. И действительно, как писал А. К. Дживилегов, «в пансионе всё было проникнуто католическими воззрениями, ученики должны были слушать мессу, хотя в известные дни в классе появлялся русский священник, преподававший православный катехизис».
После нескольких лет процветания пансион Карла Николя оказался закрыт вследствие разразившейся там неизвестной эпидемии, но вскоре благодаря поддержке императрицы Марии Фёдоровны был открыт вновь. Имевший репутацию известного педагога, Николь не выдержал испытаний сурового петербургского климата и в 1806 г. переехал в Москву. После этого пансион стал терять былую популярность (чему способствовали и антифранцузские настроения того времени).

«В саду, принадлежавшем пансиону, были липы, посаженные каким-то голландцем ещё при Петре Великом. Последний любил, как нам рассказывали, приезжать сюда по вечерам и пить пунш под деревьями. Пансионский дом снаружи был в два этажа, каждый из воспитанников имел свою комнату и на ночь нас запирали на ключ. Число воспитанников редко превышало 33. Аббат Николь сдал свой пансион в 1806 году двум братьям, аббатам Macquard; при них, как говорят, пансион начал упадать».— А. В. Кочубей, воспитанник пансиона

Некоторые воспитанники аббата Николя
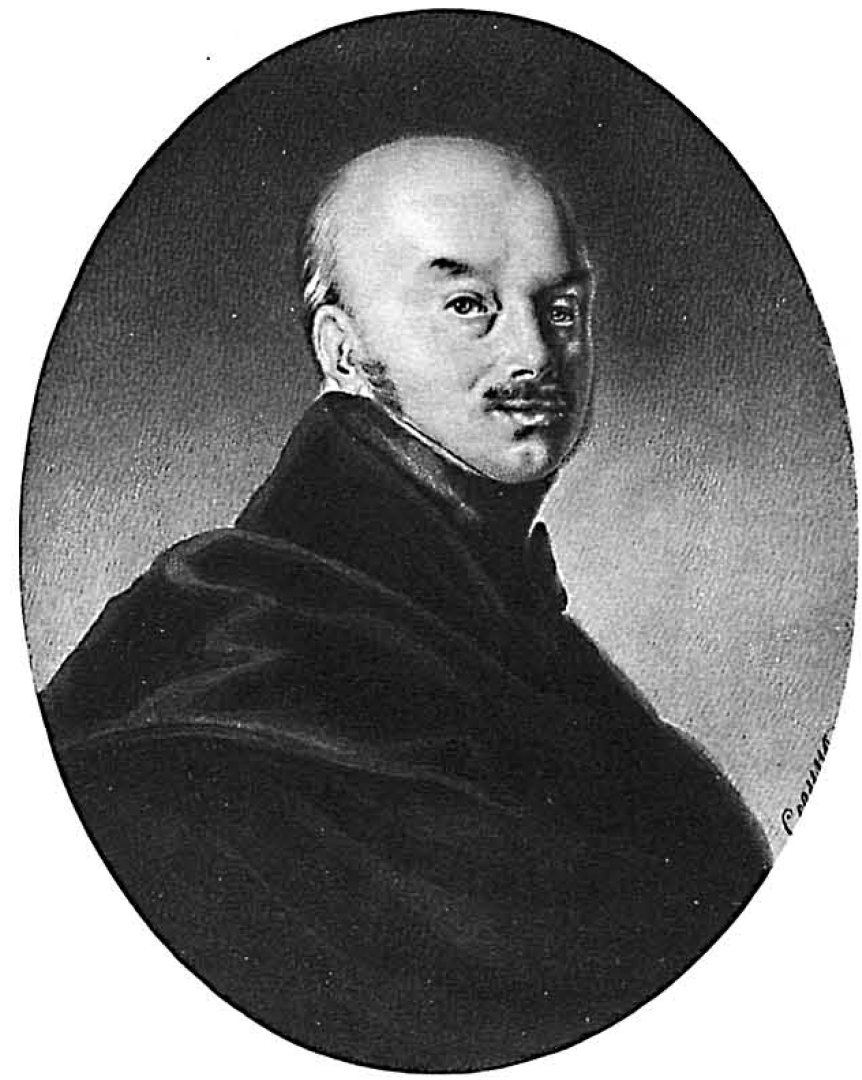
Михаил Орлов
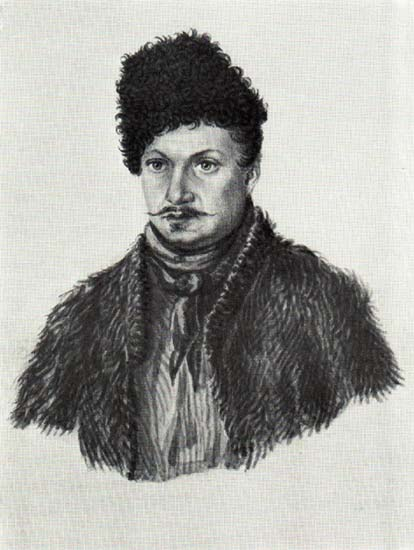
Василий Давыдов
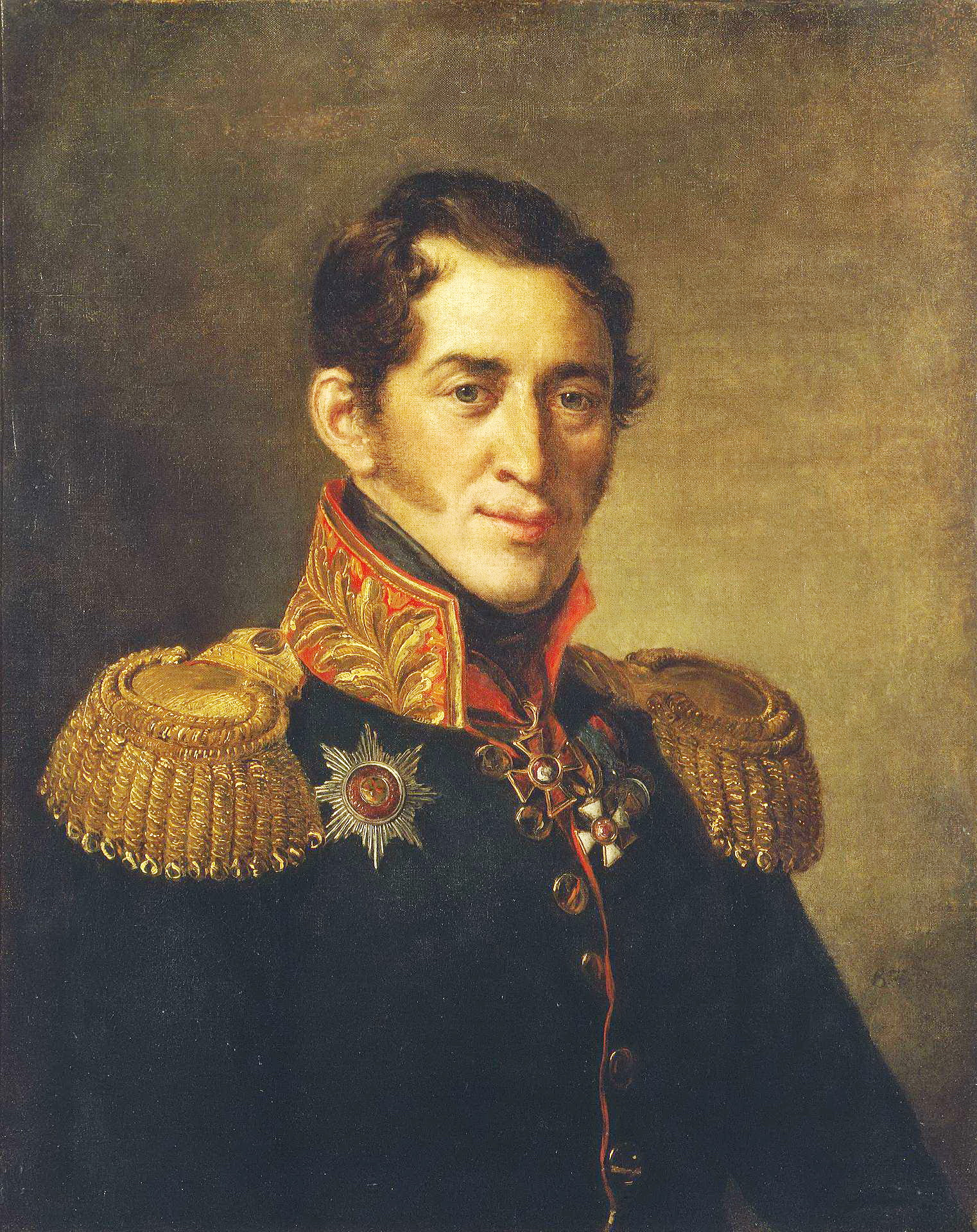
Сергей Волконский
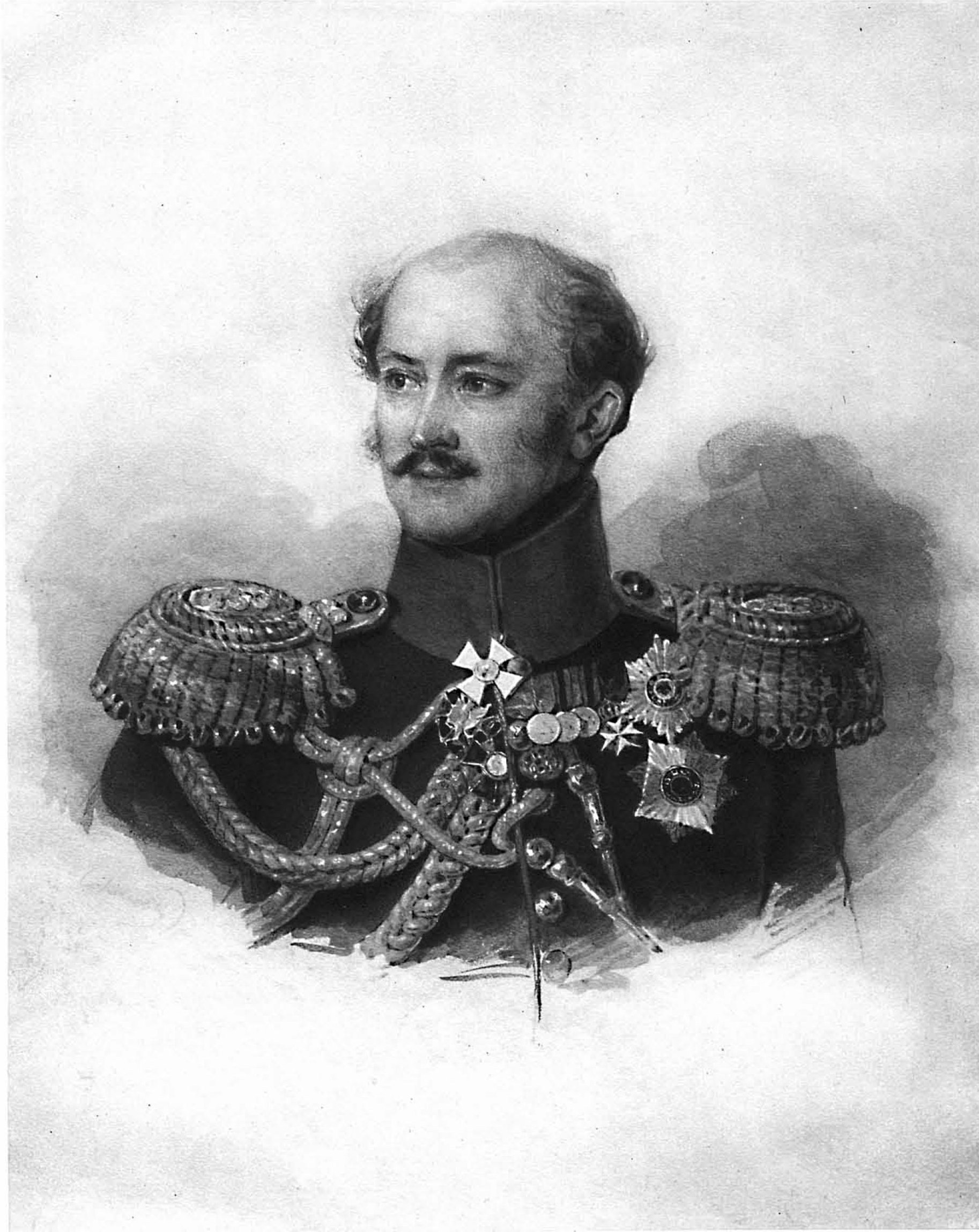
Александр Бенкендорф
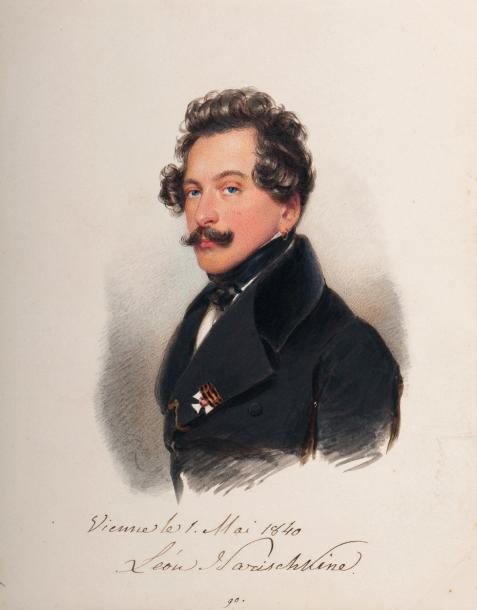
Лев Нарышкин

## Деятельность в Одессе
В 1811 году по инициативе герцога Ришельё, фактического основателя и губернатора Одессы, Николь был назначен визитатором католических церквей в южной России и перебрался в Одессу. Там он занимался реорганизацией и поддержкой этих церквей, основав пять новых. В 1812 году принял активное участие в борьбе с начавшейся эпидемией чумы.
Вскоре усилиями аббата в Одессе был создан Благородный институт, в 1816 году — по совету герцога Ришельё и приказу Александра I — преобразованный в Ришельевский лицей. Известно, что его деятельность в России была положительно оценена в Париже, куда в 1817 году Николя вызвал король Людовик XVIII, назначивший его одним из своих придворных капелланов; в том же году он издал в Париже брошюру об основании лицея (Etablissement du Lycée Richelieu à Odessa). После этого Николь вернулся в Россию и продолжал руководить Ришельевским лицеем до 1820 года, к тому времени уже находясь в конфликте с русским православным духовенством. В 1820 году, когда на иезуитов в России начались гонения, он навсегда покинул Россию и вернулся во Францию.

## Возвращение во Францию
Во Франции аббат Николь стал одним из наиболее влиятельных членов Конгрегации; ему были предложены церковные посты и даже епископская кафедра, но он предпочёл продолжить работу в сфере образования. Людовик XVIII ввёл его в королевский совет по народному просвещению, против чего в Палате депутатов выступил Станислас де Жирарден.
Когда вследствие постановления 21 февраля 1821 года был сформирован ректорат, эти функции были поручены Николю. Он завершил организацию коллежа Сен-Луи, участвовал в управлении Сорбонной и вновь ввёл конкурсы на замещение профессорских должностей. Вместе с тем им был предпринят целый комплекс мер, ограничивающих независимость педагогов и учебных программ от церкви, и положение дел в образовании вернулось к состоянию 1780 года.
Начавшиеся протесты вынудили правительство перевести ректорат в подчинение вышестоящему органу. Постановлением от 24 августа 1824 года было создано министерство по делам религий и народного просвещения, во главе которого встал Фрейсину, что положило конец власти ректората Николя. Своё время у власти Николь использовал для повышения статуса коллежа, директором (и выпускником) которого он был, до ранга полноценного государственного образовательного учреждения. Это заведение, первоначально известное как коллеж Святой Варвары, уже включившее в себя коллеж, основанный Ланно в 1798 году, впоследствии было передано администрации Парижа и преобразовано в коллеж Рулин.
После подчинения ректората Николь, однако, остался членом верховного совета по народному образованию и вышел в отставку только после Революции 1830 года, 17 августа. Он был назначен заведовать делами образования при дворе герцога Бордосского, но его планы там осуществлены не были. В 1827 году он стал почётным каноником Парижа и главным викарием диоцеза. В 1833 году в Париже вышла его работа «Plan d'éducation, ou Projet d’un collège nouveau» (рус. «План образования, или Проект для нового колледжа»).

## Труды
- Nicolle C. D. Etablissement du Lycee Richelieu a Odessa. – Parіs, 1817.

- Nicolle C. D. Plan d`education, ou Projet d`un college nouveau. – Paris, 1833.

## Награды
- Орден Почетного легиона (Франция)
- Орден Св. Анны 2 ст. (Россия).